# Karrie Webbová
Karrie Ann Webbová (* 21. prosince 1974 Ayr) je australská golfistka. Ve své kariéře vyhrála 41 turnajů LPGA Tour, což je nejvíc z aktivních hráček. V letech 1999 a 2000 byla vyhlášena hráčkou roku LPGA Tour. Vyhrála sedm turnajů kategorie major Du Maurier Classic 1999, ANA Inspiration 2000 a 2006, Women's PGA Championship 2001, Women's US Open 2000 a 2001 a Women's British Open 2002. Byla první golfistkou, jejíž výdělky v jedné sezóně překonaly hranici milionu dolarů.
V roce 2001 byla nominována na cenu Sportovkyně roku (Laureus), v roce 2005 byla uvedena do Síně slávy světového golfu. Byla také vyznamenána Řádem Austrálie.
Hlásí se k lesbické orientaci, její partnerkou je Kelly Robbinsová, která rovněž reprezentuje Austrálii v golfu.